# Vaccinium glaucophyllum
Vaccinium glaucophyllum  (лат.) — вид двудольных растений рода Вакциниум (Vaccinium) семейства Вересковые (Ericaceae). Впервые описан китайскими ботаниками У Чжэнъи и Фан Жуйчэном в 1987 году.

## Распространение и среда обитания
Эндемик Китая, известный с юго-запада провинции Гуйчжоу. Типовой экземпляр собран в местности Аньлон.
Растёт в густых лесах.

## Ботаническое описание
Сильноветвящийся вечнозелёный кустарник высотой 0,5—3 м.
Ветви густоопушённые, крепкие, угловатые.
Листья коричневатые сверху, эллиптической или продолговато-эллиптической формы, почти опушённые, плотные, кожистые.
Соцветие кистевидное, голое, плотное, несёт большое количество цветков. Цветки серо-голубого цвета.
Плоды голые. Как и у практически всех вакциниумов, плоды Vaccinium glaucophyllum съедобны.
Плодоносит в июне.